# 111P/Helin-Roman-Crockett
111P/Helin-Roman-Crockett é um cometa descoberto por Eleanor Helin, Ron Helin, Brian Roman, Randy Crockett em 2 de janeiro de 1989..